# Allianz Suisse Open Gstaad 2002
Allianz Suisse Open Gstaad 2002 — тенісний турнір, що проходив на ґрунтових кортах у місті Гштаад, Швейцарія з 8 липня . Належав до категорії ATP International Series, був турніром серії Swiss Open Gstaad 2002 року.

## Фінальна частина

### Одиночний розряд
Алекс Корретха —  Гастон Гаудіо 6–3, 7–6(7–3), 7–6(7–3)

### Парний розряд
Джошуа Ігл /  Давід Рікл —  Массімо Бертоліні /  Крістіан Бранді 7–6(7–5), 6–4